# Anders Polheimer
Anders Polheimer, född 31 augusti 1746 på Stjärnsund, död 2 september 1811 på Fors i Västerfärnebo socken, var en svensk bergsmekaniker, brorsons son till Christopher Polhem. 
Polheimer blev student vid Uppsala universitet, där han avlade juridisk examen 1764. Samma år inskrevs han som auskultant i Bergskollegium, studerade därefter under några år gruvmätning i Falun, begav sig 1769 åter till Uppsala för att åhöra Torbern Bergmans föreläsningar och blev 1770 undermarkscheider och 1773 markscheider och erhöll 1790 bergshauptmans titel. Han var ledamot av Vetenskapsakademien (1795), Fysiografiska sällskapet i Lund och utländska lärda samfund.
Polheimer uppdrev betydligt tillverkningen vid Åtvidabergs kopparverk, där han var styresman 1774–1776, inrättade därefter i Falun tillsammans med Johan Gottlieb Gahn och Samuel Gustaf Hermelin ett vitriolverk efter ny metod, företog från 1788, på initiativ av dåvarande statssekreteraren Eric Ruuth, undersökningar för tillgodogörandet av de skånska stenkolen samt fann 1793 stenkolslagren och de eldfasta lerorna vid Höganäs, varefter han tillsammans med engelsmannen Thomas Stawford, ledde anläggningarna av de genom dessa upptäckter föranledda industriella företagen. För Ruuths räkning anlade han 1799–1801 ett järngjuteri i Helsingborg samt fabriker för deglar och glaserade lerkärl, förbättrade 1802–1805 anordningarna vid Gustafs och Carlbergs kopparverk (Fröå gruva) vid Åre i Jämtland, reste 1806 tillsammans med bergmästare Isak Johan Quensel på allmänt uppdrag genom Pite lappmark för iakttagelser rörande landets uppodling och studium av Nasafjällets silvergruvor, gjorde 1808–1809 experiment för utrönande av möjligheten att anlägga saltverk i Västergötland samt utförde 1810–1811 en del nya undersökningar vid Sala silvergruva.
Han redogjorde för resultaten av sin lapska resa och sina uppdrag till saltproduktionens fromma i "Economiska annaler" (1807-08). Sina två viktigaste uppfinningar: en ny konstruktion av fyrbåkar och en jordborrspump beskrev han i "Vetenskapsakademiens handlingar" (1793 och 1803).